# شعر مجانس
الشعر المجانس هو الشعر الذي جانس بين قوافي أبياته جناسًا تامًّا، وقد ازدادت المحسنات البديعية ومنها الجناس في عصر الدول الممتابعة، حتى ظهرت الأبوذية.

## مثال

### الشعر
مما ورد من الشعر في عصر الدول الممتابعة:

### الشرح
كلمة (وسائل) في نهاية كل بيت تختلف معانيها، ففي الأول بمعنى (اسأل)، والثانية بمعنى (طُرُق) جمع وسيلة، والثالثة واو العطف ثم كلمة سائل معنى (جَار)، والرابعة واو العطف ثم كلمة سائل بمعنى (طالب الإحسان).